# 小行星4359
小行星4359（4359 Berlage）是一颗绕太阳运转的小行星，为主小行星带小行星。该小行星于1935年9月28日发现。

## 轨道参数
小行星4359的轨道半长轴为2.1537718 UA，离心率为0.166。